# Joe Rogan
Joseph James "Joe" Rogan (Newark, 11 de agosto de 1967) é um comediante stand-up norte-americano, ator, artista marcial, podcaster, e comentarista esportivo.
O seu podcast "The Joe Rogan Experience" tem grande popularidade a nível mundial pelo seu estilo livre e duração aberta, permitindo aos convidados desenvolver cada tema sem os constrangimentos de uma aparição televisiva. Já contou com convidados como Elon Musk, Neil DeGrasse Tyson, Jay Leno, Macauley Culkin e Jordan Peterson.
Rogan manifestou apoio ao casamento entre pessoas do mesmo sexo, à legalização do uso recreativo de drogas, ao sistema universal de saúde, ao rendimento básico universal, aos direitos de porte de armas e à liberdade de expressão, enquanto se opõe à cultura do cancelamento e ao militarismo irrefletido. Apoiou Donald Trump em 2024, tendo anteriormente endossado a candidatura de Bernie Sanders em 2020. Rogan foi criticado por promover teorias da conspiração, desinformação na pandemia de COVID-19 e por receber convidados que divulgam desinformação e pseudociência.
Rogan também é um comentarista para o Ultimate Fighting Championship. Faixa preta de Taekwondo, venceu o US Open de Taekwondo aos 19 anos de idade. Possui uma faixa preta em jiu-jítsu brasileiro sob Eddie Bravo e Jean Jacques Machado.